# 坦尾駅
坦尾駅（たんびえき、中文表記: 坦尾站、英文表記: Tanwei Station）は、中華人民共和国広東省広州市茘湾区大坦沙中双橋公園にある広州地下鉄5号線および6号線の駅である。

## 利用可能な鉄道路線
- 広州市地下鉄道総合公司

■5号線
■6号線

## 駅構造
- 島式ホーム3面4線を有する高架駅。開業当初からホームドア設置。

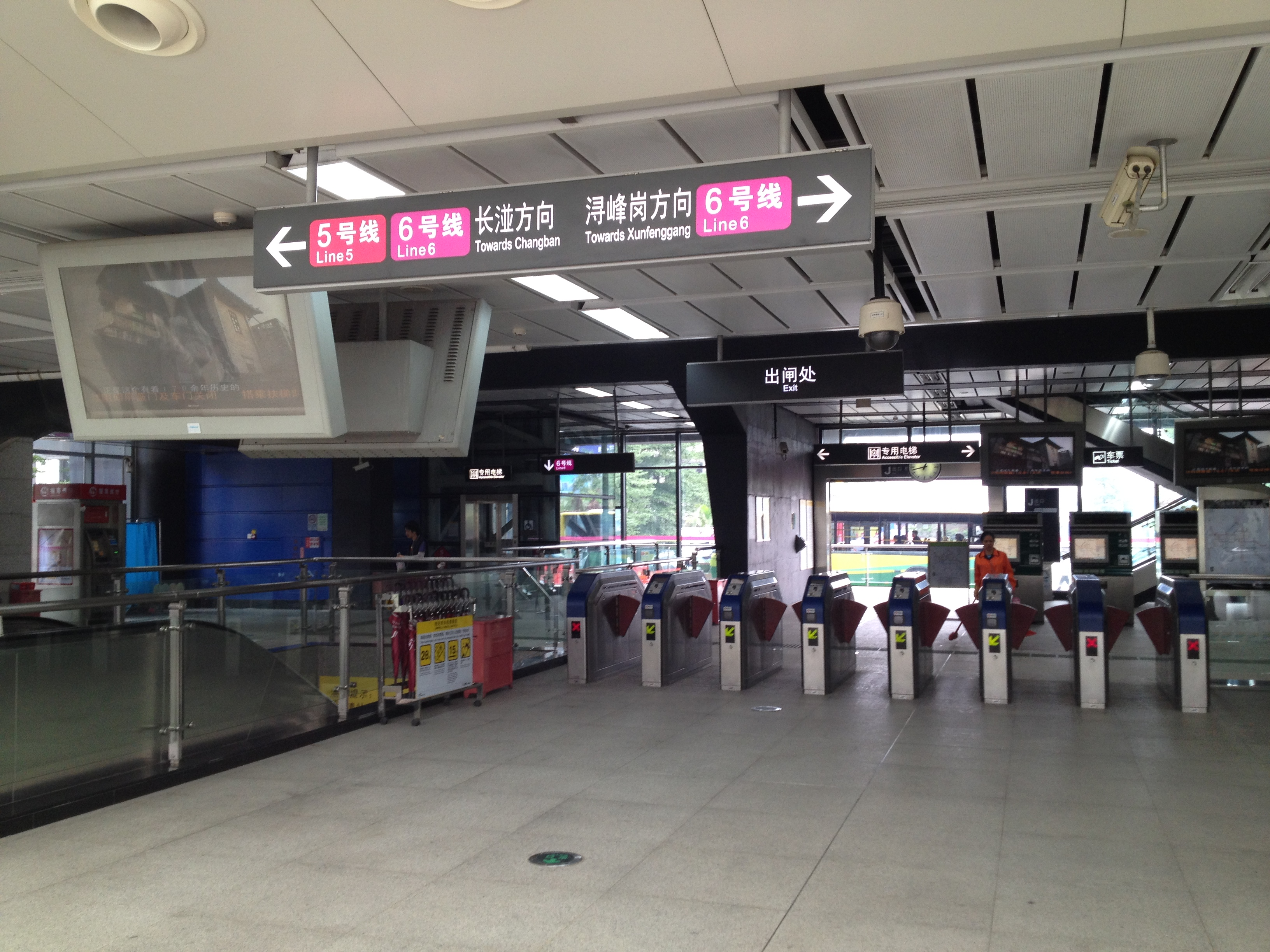
地上1階コンコース

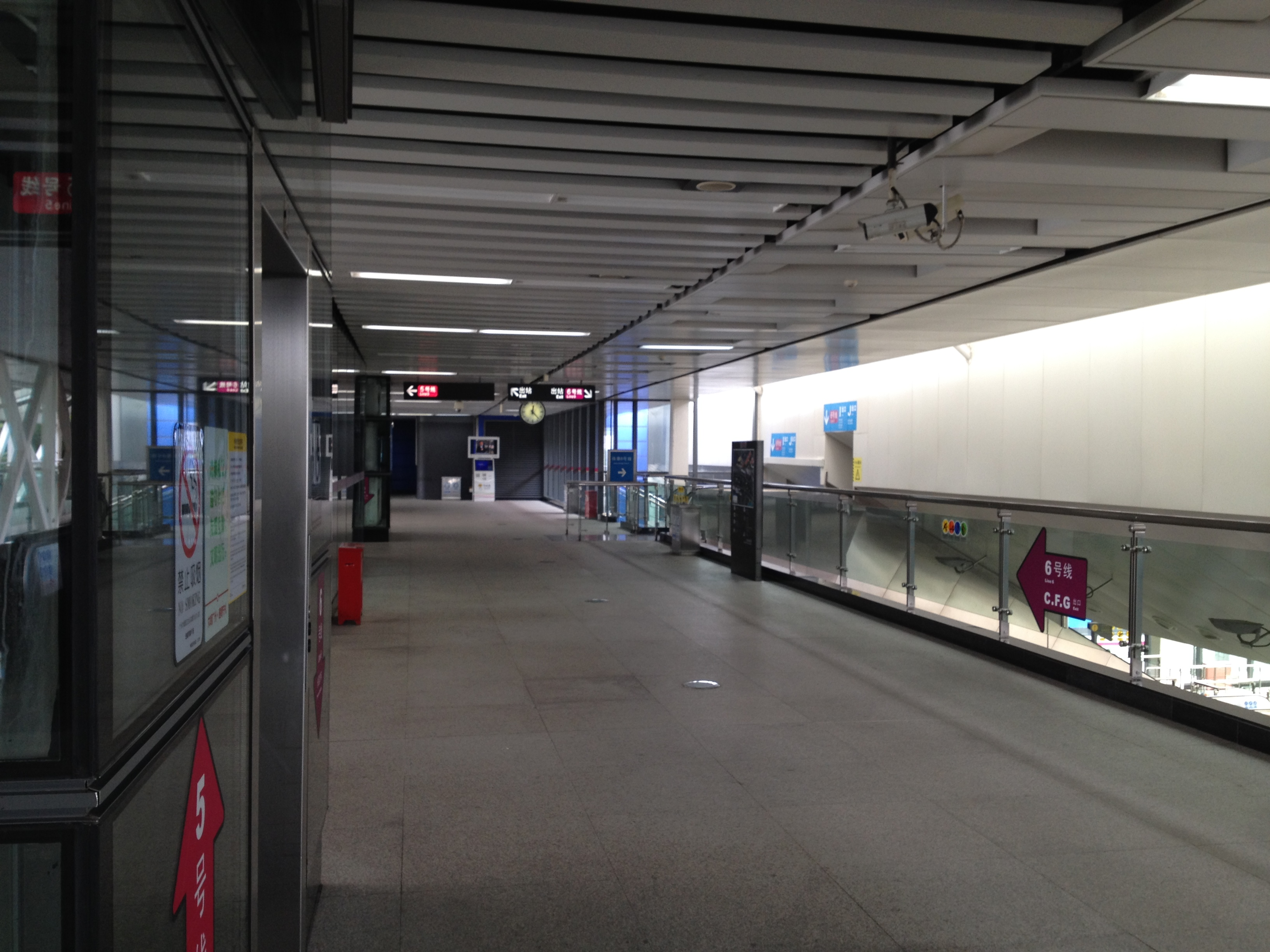
地上2階コンコース

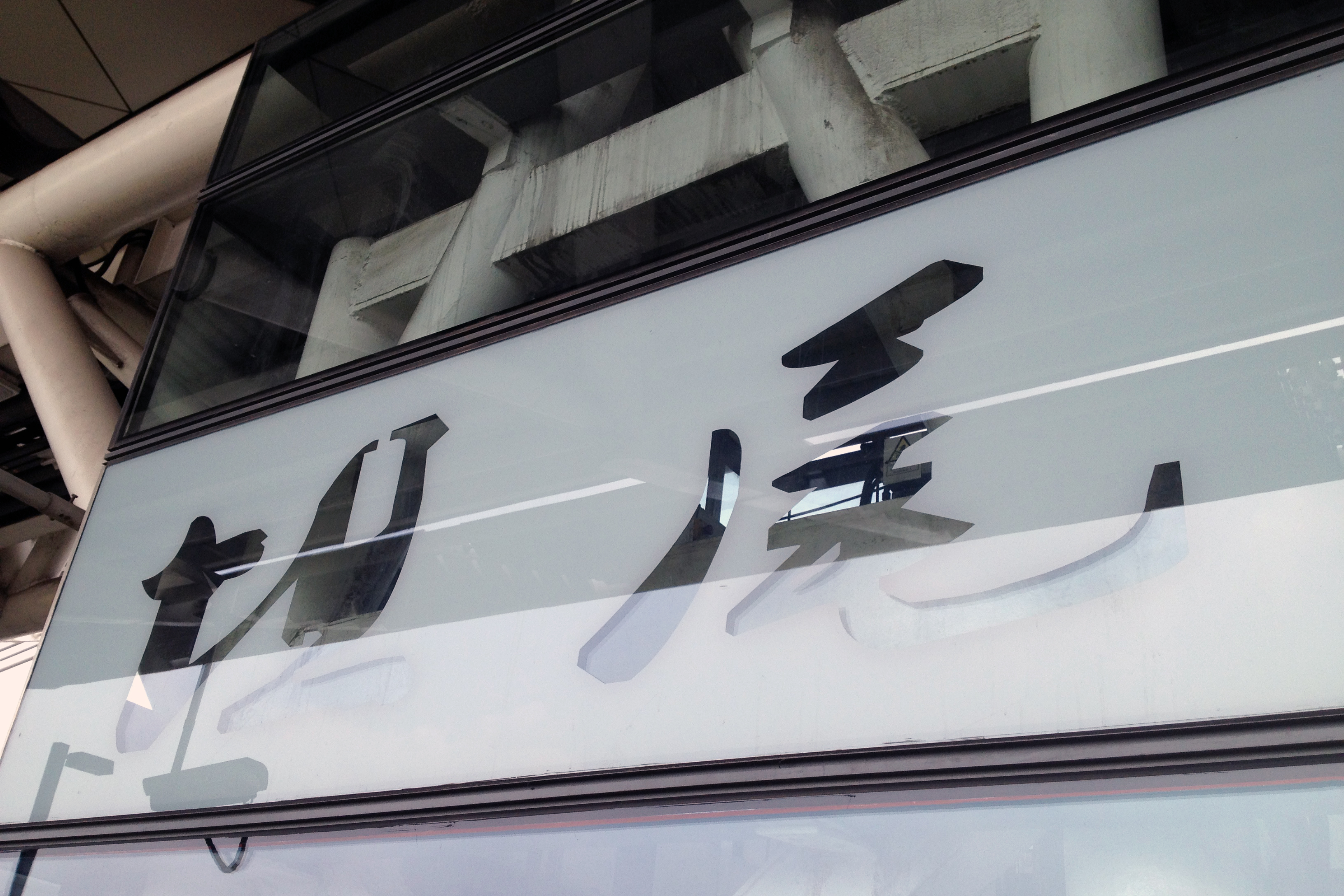
5号線駅名標示

| 地上 3階 | プラットホーム               | ←■5号線滘口駅へ（终点駅）                        |
| 地上 3階 | 島式ホーム，左側の扉が開く   |                                                  |
| 地上 3階 | プラットホーム               | ■5号線中山八駅へ（黄埔新港方面）→                |
| 地上 2階 | 中間                         | コンコース、自動券売機、サービスセンター、歩道橋 |
| 地上 1階 | コンコース                   | コンコース、自動券売機、サービスセンター         |
| 地上 1階 | 設備                         | 公共トイレ                                       |
| 地下 1階 | 東コンコース                 | 出口D、コンコース、自動券売機、サービスセンター  |
| 地下 1階 | 相対式ホーム，右側の扉が開く |                                                  |
| 地下 1階 | プラットホーム               | ←■6号線河沙駅へ（潯峰崗方面）                    |
| 地下 1階 | プラットホーム               | ■6号線如意坊駅へ（長湴方面）→                    |
| 地下 1階 | 相対式ホーム，右側の扉が開く |                                                  |
| 地下 1階 | 西コンコース                 | 出口B、コンコース、自動券売機、サービスセンター  |

## 駅周辺

### 路線バス
- 19 中山八路-芳村西塱
- 25 中山大学-大坦沙（市1中）
- 34 滘口客運站-広州体育館
- 52 広州駅-東沙工業園
- 61 海印橋-滘口ターミナル
- 123 革新路（光大花園）-半島花園（黄岐）
- 124 雲苑新村-滘口ターミナル
- 128 海印橋-珠島花園
- 132 中山八路-白天鵝花園（黄岐海北大道）
- 193 広衛路-汾水小区
- 205 站南路-白沙（黄岐）
- 207 広州花卉博覧園-站南路
- 209A 坦尾ターミナル（環状線）
- 231 流花駅ターミナル（広州駅）-里水ターミナル
- 233 広州東駅-滘口ターミナル
- 236 天河ターミナル-滘口ターミナル
- 256 広州東駅-珠島花園
- 260 站南路-穂塩路（雍景豪園）
- 286 広衛路-黄岐第一城
- 549 大坦沙（市1中）-動物園南門
- 832 河沙（珠江橋）-南方医院
- 839 駿威客車廠-滘口ターミナル
- 高峰快線1 広衛路-南方茶葉市場
- 広仏城巴3線 広州羅沖囲ターミナル-南海大瀝ターミナル
- 仏山279 桂城東二（民園）-中山八路
- 夜11 広州駅-芳村西塱
- 夜27 滘口ターミナル-車陂
- 夜31 海印橋-珠島花園
- 夜44 中山八路-海珠ターミナル

## 沿革
- 2009年12月28日 - 5号線が開業。
- 2013年12月28日 - 6号線が開業。

## 隣の駅
■広州地下鉄5号線
滘口駅 - 坦尾駅 - 中山八駅
■広州地下鉄6号線
河沙駅 - 坦尾駅 - 如意坊駅